# Mikasa (marque)
Pour les articles homonymes, voir Mikasa.

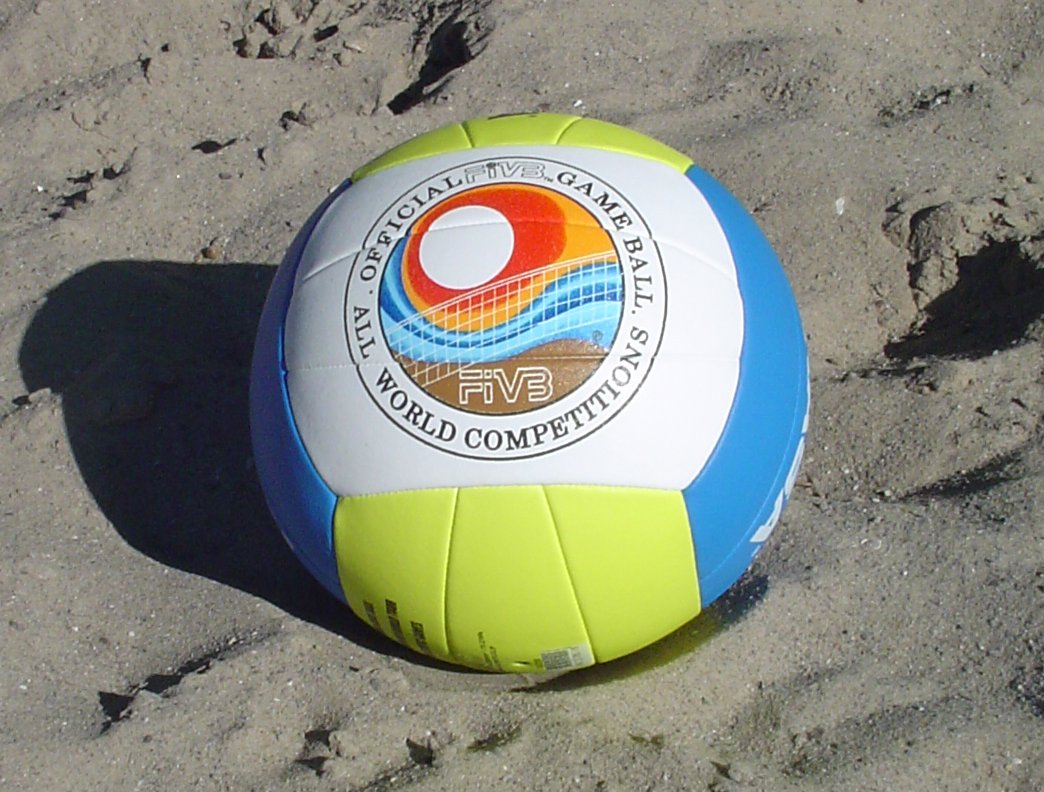
Ballon de beach volley Mikasa

Mikasa Sports est une entreprise japonaise spécialisée dans la fabrication de ballons, plus spécialement de volley-ball, beach volley et water polo. Mikasa fut fondée en 1917 à Hiroshima.